# Marco Aponio Saturnino
Marco Aponio Saturnino  fue un senador del Imperio romano, hijo de un acaudalado senador que tenía propiedades en Egipto.

## Primeros años
Se le menciona en los Acta Arvalia en el año 57; el clasicista Ronald Syme sugiere que fue nombrado miembro de los arvales gracias a la influencia de Marco Anneo Séneca. Se menciona que Saturnino estuvo presente en 66 en el Capitolio con el emperador Nerón. Tácito se refiere a él como cónsul pero se desconoce la fecha en la que ocupó el puesto. Puede que hubiera sido cónsul en 55; Paul Gallivan argumenta que Saturnino fue cónsul sufecto entre 63 y 66, fecha en la que queda constancia de que fue nombrado promagistrado.
Saturnino sirvió como gobernador de Moesia en 69, pudiendo haber sido este un nombramiento de Galba. Expulsó a los sármatas, que habían invadido la provincia, y por ello fue recompensado con una estatua triunfal a principios del reinado de Otón.

## En el año de los cuatro emperadores
En la lucha entre Vitelio y Vespasiano durante el año de los cuatro emperadores, Saturnino primero abrazó la causa de Vitelio e informó a este sobre la promoción de la rebelión pora carta. Parece que solo siguió a Vitelio mientras este parecía una apuesta segura; no obstante más tarde declaró su apoyo a Vespasiano, por su relación con Cayo Dilio Aponiano, y cruzó los Alpes para unirser Marco Antonio Primo en el norte de Italia. Saturnino decidió utilizar la confusión creada por el cambio de lealtades de las legiones e intentó hacer que asesinaran en su legión al popular Lucio Tetio Juliano, un partidario de Vespasiano, así como a un cuñado del ministro de finanazas de Vespasiano, con el pretexto de que Tetio era en realidad un colaborador en secreto de Vitelio. Primo, que estaba ansioso por obtener el mando supremo, instigó un motín contra Saturnino, quien al fin y al cabo había intentado asesinar a los partidarios de Vespasiano en su legión. Saturnino se vio obligado a escapar del campamento.
El destino posterior de Saturnino es incierto. Fue el procónsul de Asia, previamente datado en 73/74, pero Syme apunta a ciertas errores en las argumentaciones que conducen a dicha fecha y afirma que el puesto lo ocupó en el 67/68. Basándose en la fecha anterior propuesta por Syme y el hecho de que su última aparición en los registros de los arvales en enero de 69, es posible que Saturnino muriera poco después de escapar de la legión.

## Saturnino y Calígula
Hay una historia de un hombre llamado "Aponio Saturnino" durante el reinado del emperador Calígula, que pudo haber sido este mismo Aponio Saturnino. En esta historia, Calígula, ansioso por reponer las arcas del estado que él mismo había vaciado, decidió subastar algunos gladiadores imperiales. Durante la subasta, Aponio Saturnino empezó a dar cabezadas. Calígula se dio cuenta de ello y le dijo al subastador tomara cada una de las cabezadas de Aponio como una puja. Para cuando Aponio se despertó, había comprado 13 gladiadores por la astronómica suma de 9 millones de sestercios.